# Rok Pajič
Rok Pajič (Jesenice, 26 settembre 1985) è un allenatore di hockey su ghiaccio ed ex hockeista su ghiaccio sloveno.
Suo padre è l'allenatore ed ex giocatore Murajica Pajič.